# Robert Littell
Robert Littell (Brooklyn, 8 januari 1935) is een Amerikaans schrijver.

## Biografie
Littell stamt uit een Russisch-Joodse familie, die na pogroms aan het eind van de 19e eeuw naar de Verenigde Staten trok.
Hij behaalde in 1956 zijn bachelor aan de Alfred University in Alfred (New York) en diende vervolgens vier jaar bij de Amerikaanse marine. Hij werd journalist en was vanaf 1964 correspondent voor Newsweek in Oost-Europa. 
Begin jaren zeventig trok hij met zijn gezin naar Frankrijk en begon met schrijven van boeken. Hij debuteerde in 1973 met de spionageroman The Defection of A.J. Lewinter (Het verraad van A.J. Lewinter), waarvoor hij werd onderscheiden met de Dagger Award. Sindsdien schreef hij meerdere thrillers die vooral spelen rond de CIA in de tijd van de Koude Oorlog. Zijn boek The Amateur (1981) werd verfilmd en het boek The Company (2005) werd verwerkt tot een televisieserie. Zijn boeken zijn in meerdere talen, waaronder het Nederlands vertaald.
Littell heeft twee zoons, waarvan de oudste (Jonathan Littell) schrijver is en de jongste (Jesse Littell) kunstschilder.

### Romans
- The Defection of A. J. Lewinter (1973) - Het verraad van A.J. Lewinter
- Sweet Reason (1974)
- The October Circle (1975) - De oktoberkring
- Mother Russia (1978) - Moeder Rusland
- The Debriefing (1979) - De overloper
- The Amateur (1981) - De amateur
- The Sisters (1986) - De gezusters
- The Revolutionist (1988)
- The Once and Future Spy (1990) - De eeuwige spion
- An Agent in Place (1991) - Moskou, mijn lief
- The Visiting Professor (1994)
- Walking Back the Cat (1997)
- The Company (2002) - De machtsfabriek
- Legends (2005) - Personages
- Vicious Circle (2006)
- The Stalin Epigram (2009)

### Semi-fictie
- If Israel lost the war (met Richard Z. Chesnoff en Edward Klein) (1969)

### Non-fictie
- For the Future of Israel (met Shimon Peres) (1998)